# قلعة الشوبك
قلعة الشوبك وتُسمَّى باللُّغات الأوروبيَّة قلعة مونتريال بمعنى الجبل الملوكي هي قلعة صليبية على الجانب الشرقي من وادي عربة. جاثمة على قمة أحد الجبال الصخرية المخروطية الشكل. المطلة على الأشجار الكثيفة والوديان التي تجري فيها المياه في تلك الفترة. تقع القلعة على بُعد 120 كم إلى الجنوب من الكرك، و 35 كم إلى الشمال من البتراء عاصمة الأنباط. لعبت القلعة دوراً مُهماً أثناء الحروب الصليبية، إذ كانت تساعد على قطع طرق المُواصلات للقوافل التجارية والحملات العسكريَّة بين مصر ودمشق، إلا أنَّ صلاح الدين الأيوبي ضرب عليها حصاراً شديداً في سنة 1187م أثناء توجُّهه نحو معركة حطين، ونجح بعد سنتين من الحصار المستمرِّ بالاستيلاء عليها. تقلَّصت أهميَّة القلعة تدريجياً بعد وُقوعها في أيدي الأيوبيِّين، ولم تلعب دوراً تاريخياً مُهماً بعد انتهاء الحروب الصليبية.

## التاريخ

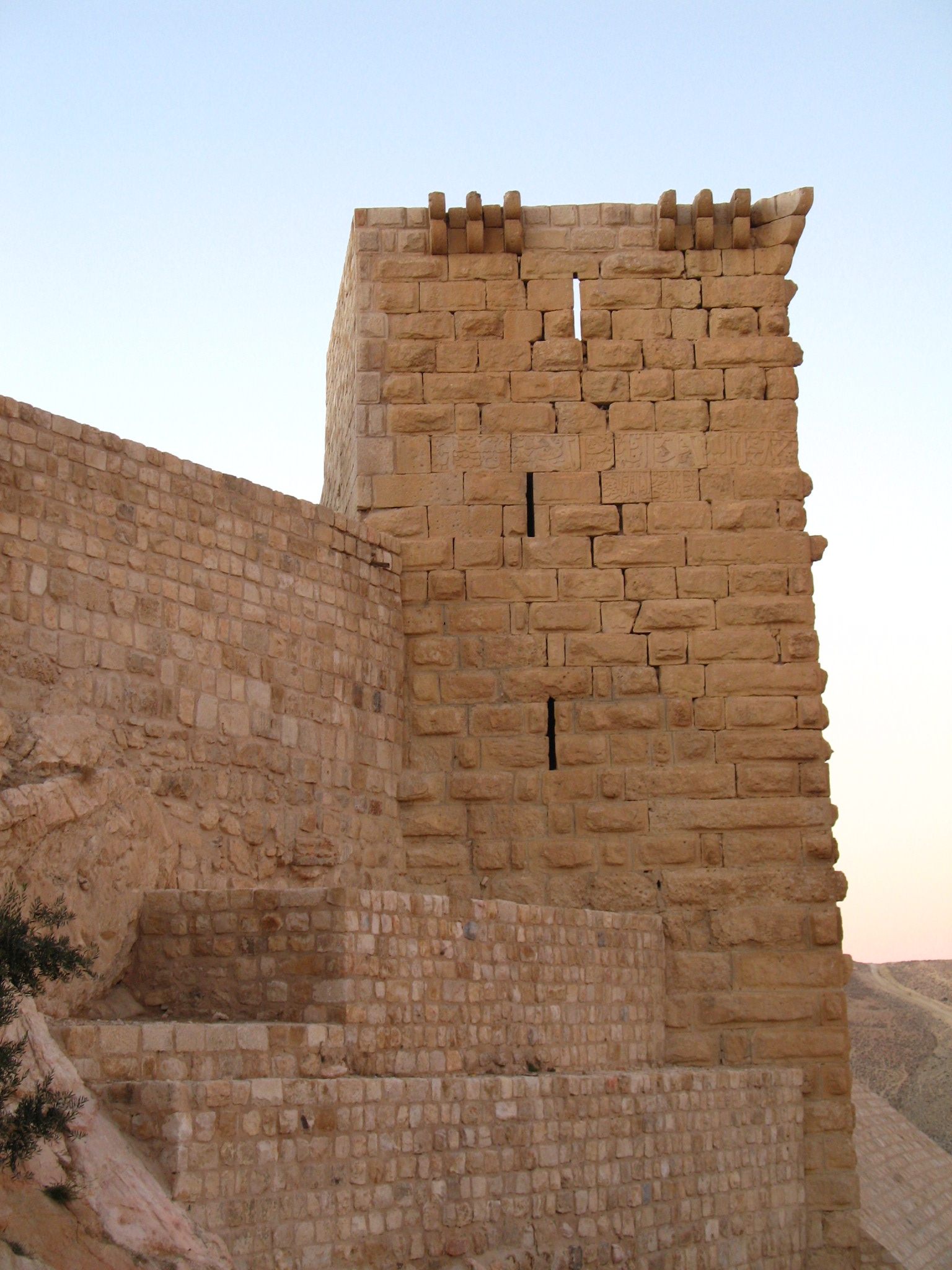
أحد أبراج القلعة.

### الحروب الصليبيَّة
في عام 1115م (الموافق لـ509 هـ) قام ملك الفرنج وحاكم مدينتي الرها والقدس بلدوين الأول بحملة عسكرية على المنطقة الواقعة جنوب شرق البحر الميت (خلال هذه الحملة استولى على العقبة الواقعة على البحر الأحمر في عام 1116) فعبر وادي عربة حتى وصل إلى الشوبك الغنية بالأشجار الكثيفة والينابيع الطبيعية، هناك وعلى قمة جبل عالٍ يطل على الوديان التي تجري فيها المياه شرع في بناء قلعة في الشوبك ضمن إطار مشروع عسكري يهدف إلى تقوية الحضور العسكري الفرنجي في المنطقة. بالإضافة إلى الطرق التجارية العربية التي تربط مصر وشبه الجزيرة العربية والبحر الأحمر بالمشرق. وأطلق على البناء الجديد اسم «كرك مونتريال» تيمناً بالموقع الذي شيّد فيه والمسمى بـ«الجبل الإمبراطوري».
بدأت أنظار صلاح الدين الأيوبي بالاتِّجاه نحو قلعة الشوبك عندما كان يَقود حملة إلى مصر في عام 1167م (563 هـ)، فاضطرَّ لسلوك طريقٍ يمرُّ بمحاذاتها، وعندها اشتبكَ مع حامية القلعة. وتسبَّبت الحامية بقطع الطريق على جيوشه مراراً وتكراراً. قرَّر صلاح الدين في عام 1171م (567 هـ) قيادة حملة للسيطرة على القلعة، فأطبقَ عليها حصاراً شديداً، وانتهى الأمر بأن أعلنت الحامية استسلامها وطلبت مهلة عشرة أيَّامٍ لإخلاء القلعة، فمنحهم صلاح الدين ذلك، وسار عائداً إلى مصر تاركاً قيادة الجيش بين يدي نور الدين زنكي. لكنَّ الحامية نكثت واحتفظت بالقلعة، واستمرَّت باعتراض طريق القوافل التجارية العربيَّة وجيوش الأيوبيِّين. تزوَّج ريغنالد دي شاتيون في سنة 1177م (572 هـ) من الأميرة ستيغاني دي ميلي التي كانت الوريثة الشرعيَّة لقلعتي الشوبك والكرك، ممَّا وضعهما تحت سلطته. قاد ريغنالد حامية الشوبك للإغارة على الحجاز والبلاد الإسلامية المجاورة مرَّات متتالية، ممَّا أعطى صلاح الدين مزيداً من الأسباب لقتال الصليبيِّين، فجمع جيشاً كبيراً وقاده لخوض معركة حطين سنة 1187م (583 هـ)، وأثناء طريقه إلى المعركة ترك قسماً صغيراً من الجيش تحت قيادة أخيه العادل بن أيوب لضرب الحصار على القلعة وانتزاعها. استمرَّ الحصار على القلعة حتى سنة 1189م (585 هـ)، عندما استسلمت الحامية أخيراً وسلَّمتها، وبسقوطها انتهى الوجود الصليبي في الأردن.
بعد وُقوع قلعة الشوبك في يد صلاح الدين، تركها تحت إدارة أخيه العادل، وظلَّت بين يدي العادل حتى أورثها لابنه «المُعظَّم عيسى». ضرب المنطقة زلزالٌ في سنة 1211م (608 هـ) أسقط عدَّة أبراجٍ منها وقتل الكثير من سكانها، لكن المعظم عيسى أعاد بنائها وزرع الأشجار والبساتين من حولها. كانت القلعة موضوعاً مُهمًّا في المُفاوضات التي دارت بين الملك الكامل بن العادل الأيوبي والصليبيِّين على خلفيَّة حصار دمياط سنة 1218م، إذ عرض الكامل أن يتنازل للفرنجة عن جميع بلاد الشام ما عدا قلعتي الكرك والشوبك لإنهاء الحصار، إلا أنَّ الصليبيين رفضوا وأصرُّوا على عدم فك الحصار إذا لم يتنازل عن القلعة أيضاً. كما لعبت دوراً في الخلاف بين الناصر داود وعمِّه الملك الكامل، إذ اضطرَّ الناصر للتنازل عنها للملك الأيوبي في سنة 1248م (626 هـ).

### العصر المملوكي فصاعداً

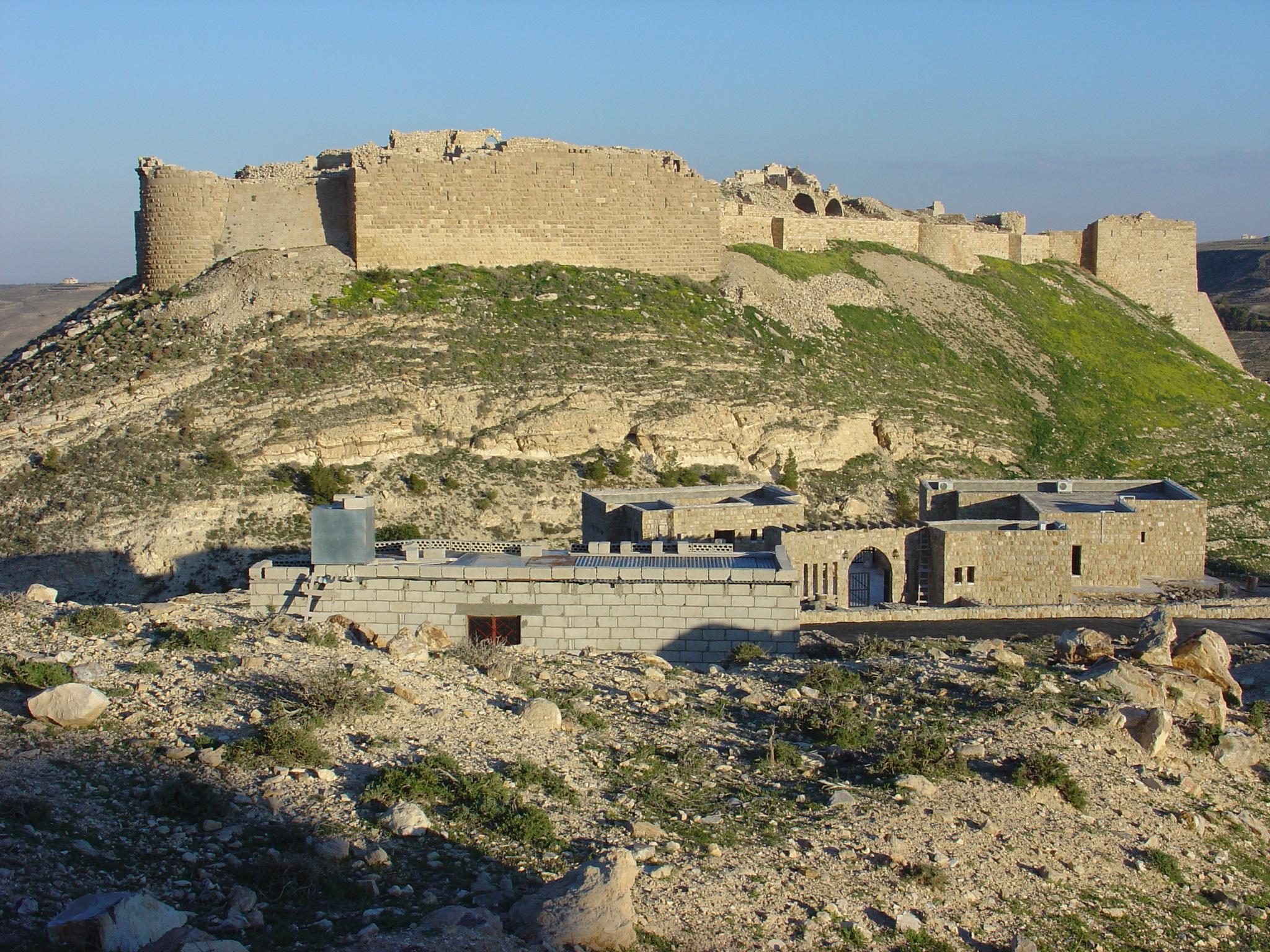
جانبٌ من القلعة.

آلت قلعة الشوبك إلى سُلطان المماليك بعد زوال الدولة الأيوبية، وشهدت أثناء ذلك عدَّة أعمال بناءٍ وترميم في القرنين الثالث والرابع عشر الميلاديَّين. أعاد السلطان حسام الدين لاجين بناء القلعة، وكتب على أحد جدرانها: «بسم الله الرحمن الرحيم.. أمر بإنشاء هذه القلعة وتجديد ِ بنائها الملك المنصور حسام الدين الملك لاجين في مباشرةٍ من الأمير الكبير علاء الدين المنصور سنة 697هـ»، أما الصالح نجم الدين أيوب فقد كتب على أحد جدرانها بعد أن أمر بترميمها: «بسم الله الرحمن الرحيم... هذا ما عـُمـِّر في أيام مولانا السلطان الأعظم العادل الملك الصالح: نجم الدين أيوب...». دخلت القلعة تحت النفوذ المملوكي عام 1253م، وتمَّ تجديد بنائها وكـُتبت عليها بعض النقوش بالخط الكوفي، التي تذكر بعض السلاطين المملوكيين ومنهم الظاهر بيبرس (1260م - 1277م)، وتطوع شرف الدين عيسى بن خليل بن مقاتل في عمارة قلعة الشوبك، لكن السلطان الملك الأشرف خليل بن قلاوون أمر بهدم القلعة، ورغم محاولة ردعه عن ذلك أصرَّ على الأمير عز الدين الأقرم بتخريب القلعة، لكن القبائل البدوية تمرَّدت على السلطان عام 1292م. وقعت قلعة الشوبك تحت سيطرة الدولة العثمانية عام 1516 م فأهملت، وقد ذُكر أن إبراهيم باشا قام بنسف أجزاءٍ من القلعة بالديناميت عام 1840م، ونتيجةً لذلك انحدرت الشوبك وصارت قريةً صغيرةً.
يشكّل الانحدار الطبيعي للجبل خط الدفاع الأول عن القلعة. وقد روى المؤرخون أن السور بني بثلاثة حيطان لم يبق منها سوى حائط واحد نصبت عليه أبراج عدة مستطيلة أو مستديرة الشكل، يضم كل منها ثلاث طبقات وعدداً من الغرف. ولعل أهم مميزات هذا السور هو الجدار الخارجي الذي يدعمه جدران مائلة حجارتها مشذبة ومصقولة بنعومة مما جعل تسلقها أمراً صعباً فساهم ذلك بصمود القلعة وزاد من قدرتها على مقاومة الهزات والانفجارات. وقد بنيت في الجدار غرف متنوعة للجنود، فضلاً عن المطابخ ومغاسل الملابس

## الموقع
تقع قلعة الشوبك على قمَّة تل يُشرف على بلدة الشوبك الصَّغيرة، وتُحيط بها منطقة صحراوية، وهي تبعد مسافة 210 كيلومتراً جنوب مدينة عمَّان. بفضل هذا الموقع، حازت القلعة حصانةً طبيعيَّة جعلت مهاجمتها صعبة، ويمنحها الخندق الذي يُحيط بها حمايةً إضافية عالية، إذ لا زال قائماً حتى الآن، كما وأنَّه لم يكن يُمكن الوصول إليها سوى من طريقٍ واحد هو منحدرٌ متعرِّج من جهة الشمال الشرقي كما أجمع المؤرِّخون. بُنيت القلعة على أطلال حصنٍ قديم كان قائماً في المكان ذاته. بصورةٍ عامة، كانت تعتبر قلعة الشوبك العُنصر المُكمِّل لغايات قلعة الكرك الاستراتيجية، إذ أنَّها بُنيت لمساعدة بلدوين على منع قوات الأيوبيِّين من الزَّحف عبر صحراء الأردن للإغارة على سواحل بلاد الشام، التي كانت في أيدي الصليبيين آنذاك.

## البناء

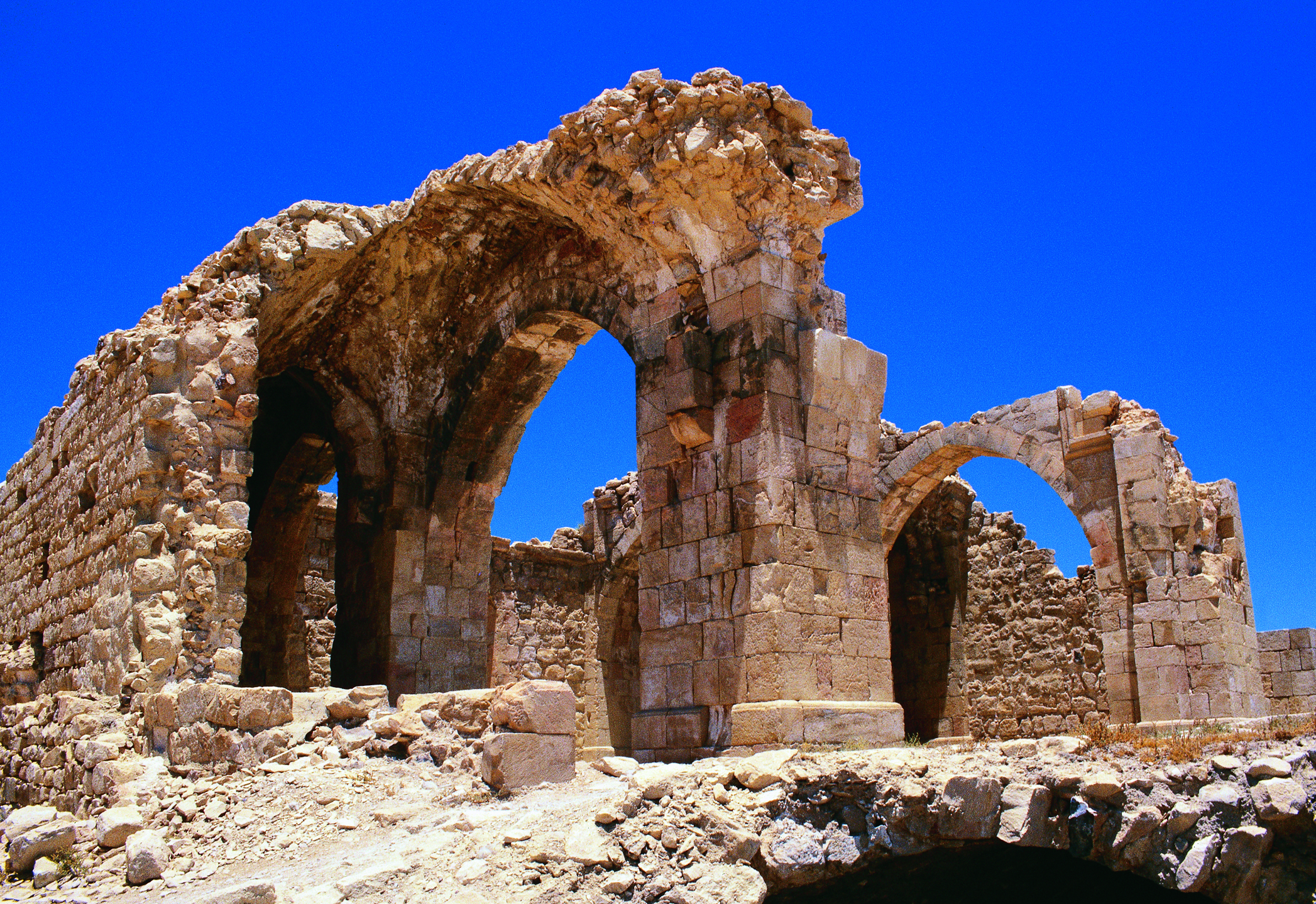
من أطلال قلعة الشوبك.

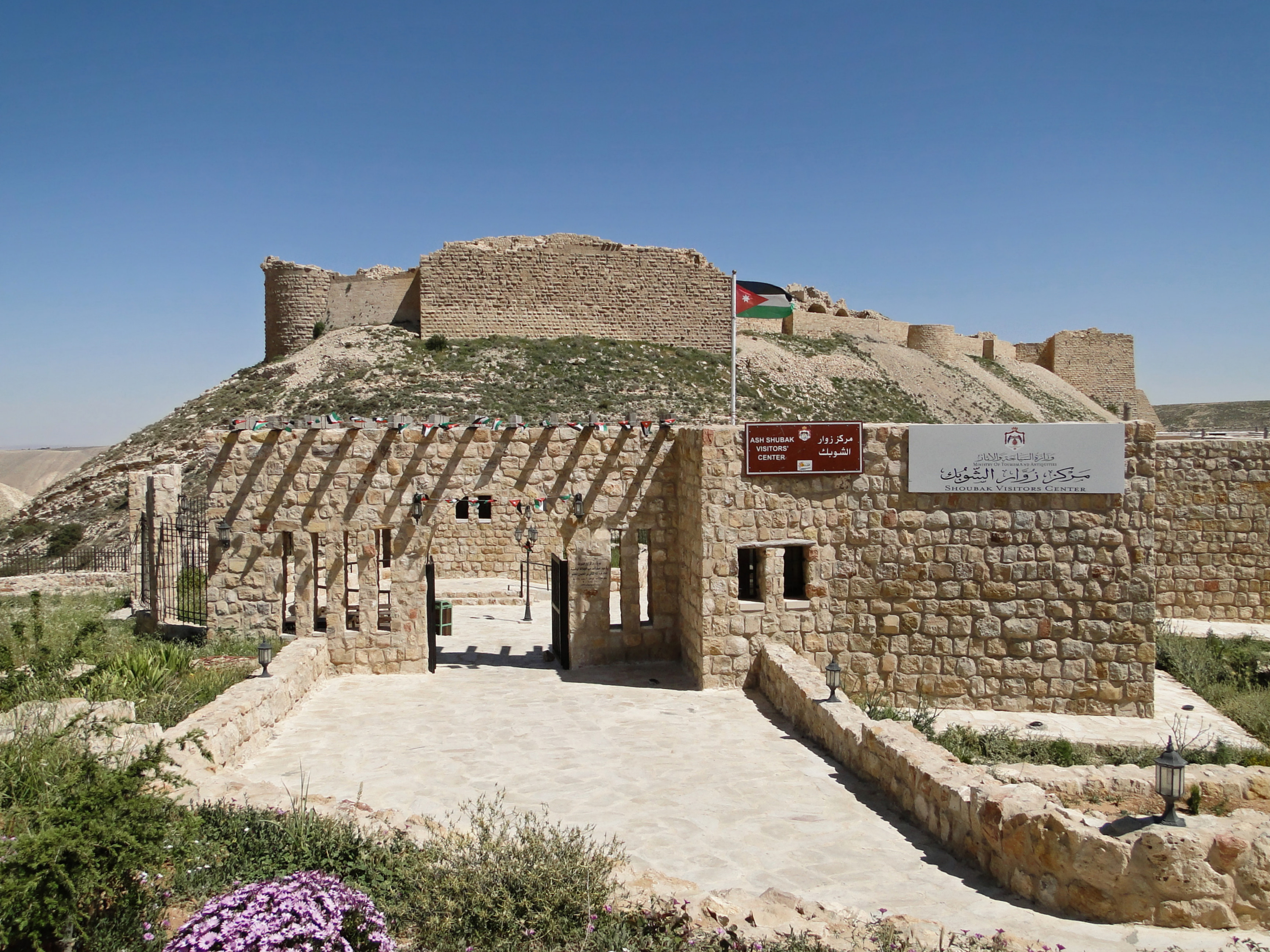
مركز الزوَّار ومن ورائه التل الذي تقوم عليه القلعة.

تتخذ قلعة الشوبك شكلاً غير منتظم (وذلك بسبب إعادات البناء والتَّرميمات التي تعرَّضت إليها على مرِّ العصور)، أبعاده 175 في 90 متر. يوجد داخل القلعة كنيسة ومصلى من زمن البناء الأصلي، بالإضافة إلى كنيستين، ومعصرة، ومسجد، وخزّان ماء، ونفق يؤدي إلى سلم حلزوني مكون من أكثر من 300 درج ينفتح على نبع لمياه الشرب. وبالإضافة إلى ذلك فقد جرى حفر العديد من خزّانات المياه داخل القلعة. ويشكّل المدخل أحد العناصر الهندسية الأساسية للقلعة. ويؤدي الباب الذي يقفل بقفلين من حديد مصهور، إلى الداخل عبر رواق. وكذلك وجود محاجر تقع على بُعد 1 كم إلى الغرب من القلعة. كانت تُحيط بالقلعة ثلاثة أسوارٍ طويلة، أوَّلها يقوم على صخورٍ كانت تخرج منها ثلاثة عيون مياه، والثاني كان يزرع وراءه القَمح الذي يطعم سكَّان القلعة، وأما الأخير فهو السور الداخلي الرئيسي، وقد بُنيت الأسوار من أحجارٍ صلبة رماديَّة، كما وقد استعملت ببنائها بعض الأحجار الكلسيَّة الصفراء. وكانت توسَّط الأسوار أربعة أبراجٍ بعضها دائري وبعضها الآخر مُربَّع الشكل.
تتكونُ قلعة الشوبك من أبنيةٍ متعددةٍ من الحجر الأبيض، ومازال فيها بقايا من الحمَّامات، والصهاريج، وأنابيب المياه، والسراديب، وأحجار الرَّحى لعصر الزيتون، والآبار، والطرق، والأدراج، والبوابات، والأقواس، وإيوانٍ هو عباره عن قاعةٍ كبيرةٍ مستطيله الشكل؛ أبعادها 13 متر في 6 أمتار يقعُ في الجانب الشمالي الشرقي من القلعة، وفيها ثلاثة أروقةٍ، كما يوجدُ في الجهةِ الجنوبية الغربية بئلر ٌ يمكن النزول إليه ِ عبر ممرٍّ لولبي. إضافةً إلى احتواء القلعة على كنيستين، وتسعُ أبراجٍ منها الدائري والمستطيل والمربع، وقد تزينت القلعة ببعض الكتابات والزخارف.
أما حديثاً وفي شهر آب من عام 2011م خلصت دراسة ممولة من الاتحاد الأوروبي إلى وضع جميع الخطط والبرامج الكفيلة بربط قلعة الشوبك بمحمية البتراء الأثرية ضمن مسار سياحي واحد يكفل تنقل المجموعات السياحية ما بين الموقعين التاريخيين. وتكمن أهمية هذه الدراسة التي أعدها مشروع «صلات من أجل النمو» الممول من الاتحاد الأوروبي التي حصلت، إدراج قلعة الشوبك التي عاصرت الحقبة الصليبية في المنطقة والتي تنال اهتمام العديد من السياح الأوروبيين مع البتراء في مسار مشترك، بحيث يتم ربط وجلب السياح القادمين لزيارة محمية البتراء الأثرية لزيارة قلعة الشوبك ضمن الجولة نفسها. كما تضمنت الدراسة التي اعدها المشروع جلب السياح من جميع دول العالم لزيارة قلعة الشوبك، بعد تجهيز المكان بالخدمات السياحية والبنى التحتية اللازمة التي تؤهلها لاستقبال الأعداد المتزايدة من السياح من فنادق ومطاعم وغيرها، حيث يتوقع ان يحقق هذا المسار الجديد إضافة نوعية للبرامج السياحية التي تقدمها المملكة والتي تعمل على تشجيع السياح الاجانب لزيارة الأردن، إضافة إلى إطالة مدة إقامتهم في المملكة. وقد أشارت إحدى الإحصائيات أن عدد السياح لقلعة الشوبك بلغ 20 ألف زائر عام 1995 م، بعد إدخال بعض التحسينات على القلعة والفندق.

## كتب
- عثمان، مرفت (2010). التحصينات الحربية وأدوات القتال في العصر الأيوبي بمصر والشام. دار العالم العربي، القاهرة - مصر.